# Terratrèmol d'Alaska de 1964
El Terratrèmol d'Alaska de 1964, també conegut com el Gran Terratrèmol d'Alaska (Great Alaskan Earthquake) i Terratrèmol de Divendres Sant (Good Friday Earthquake), va ser un gran terratrèmol que va començar a les 17h 36', hora d'Alaska, del Divendres Sant 27 de març de 1964. Per tot el sud i centre d'Alaska es van produir enormes esquerdes a terra, moltes infraestructures es van col·lapsar, i es produïren diversos tsunamis que van provocar la mort de 139 persones.
Amb una durada de quatre minuts i 38 segons fou el terratrèmol més fort registrat en la història dels Estats Units i de l'Amèrica del Nord, i el segon més gran registrat mai per un sismògraf. Va tenir una magnitud de moment de 9,2, cosa que el converteix en el segon terratrèmol més fort registrat en història, rere el terratrèmol de Xile del 1960.
El poderós terratrèmol va causar la liqüefacció del sòl a la regió. Nombroses fissures i falles terrestres van provocar importants danys estructurals en diverses comunitats i esllavissades de terra. Anchorage va ser greument afectada, amb desperfectes en nombrosos habitatges mal dissenyats i infraestructures bàsiques (carrers pavimentats, voreres, xarxa d'aigua i clavegueram, sistemes elèctrics...), especialment on hi hagué esllavissades al llarg del Knik Arm. A més de 300 quilòmetres al sud-oest, algunes àrees properes a Kodiak van patir desplaçaments verticals de més 9 metres. Al sud-est d'Anchorage, àrees al voltant del Turnagain Arm, prop de Girdwood i Portage, es van enfonsar fins a 2,4 metres, cosa que va obligar a reconstruir i omplir el terreny per elevar la Seward Highway per sobre del nou límit de la marea alta.
A l'estret del Príncep Guillem el port de Valdez va patir una enorme esllavissada submarina, amb el resultat de 30 morts entre el col·lapse del port, els molls de la ciutat i la gent que dels vaixells que estaven atracant al port en aquell moment. Prop d'allà, un tsunami de més de 8 metres d'altura va destruir la vila de Chenega, matant 23 de les 68 persones que hi vivien. Posteriors tsunamis van afectar greument Whittier, Seward, Kodiak i d'altres comunitats d'Alaska, la Colúmbia Britànica, Oregon i Califòrnia. Els tsunamis també van provocar danys a Hawaii i el Japó.

## Geologia
A les 17h 36', hora estàndard d'Alaska (3h 36' del dissabte 28 de mar´de 1964 UTC), una falla entre la placa del Pacífic i la Placa nord-americana es va trencar prop del fiord College, a l'estret del Príncep Guillem. L'epicentre del terratrèmol va tenir lloc a 61° 03′ N, 147° 29′ O / 61.05°N,147.48°O, 20 quilòmetres al nord de l'estret del Príncep Guillem, 125 quilòmetres a l'est d'Anchorage i 64 quilòmetres a l'oest de Valdez. El focus va tenir lloc a una profunditat d'un 25 quilòmetres. Els canvis al subsòl oceànic van provocar grans tsunamis (de fins a 67 metres d'altura), amb el resultat de nombroses víctimes i danys en infraestructures i habitatges. Les esllavissades també provocaren nombrosos danys. Hi hagué desplaçaments verticals de fins a 11 metres i mig, afectant uns 250.000& km² d'Alaska.
Els estudis sobre el moviment del sòl estimen una acceleració sísmica d'entre 0,14 i 0,18 g.
El terratrèmol d'Alaska va ser un terratrèmol de subducció, causat per una placa oceànica que s'enfonsa sota una placa continental. La falla responsable va ser l'encavalcament Alaska-Aleutià, una falla inversa causada per una força de compressió.

## Tsunamis
Vermell: 1-4 hores en arribar 
Groc: 5-6 hores en arribar 
Verd: 7-14 hores en arribar 
Blau: 15-21 hores en arribar.

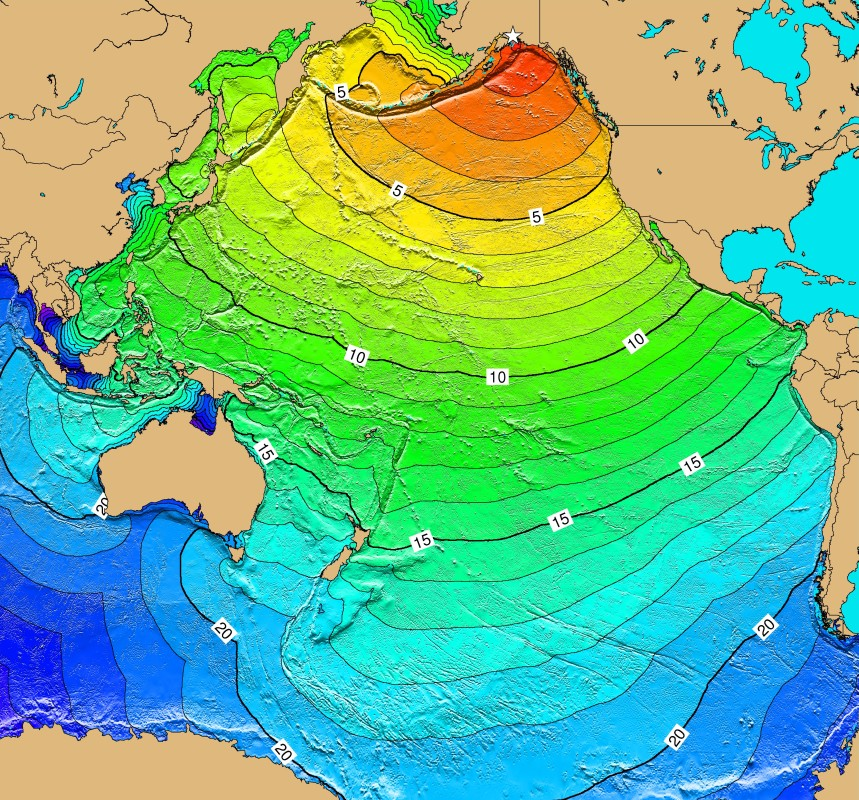
Mapa on s'indiquen les hores de viatge de les onades del tsunami provocat pel terratrèmol d'Alaska de 1964. No es mostra l'altura o la força de les onades, sols el temps de viatge.
Vermell: 1-4 hores en arribar
Groc: 5-6 hores en arribar
Verd: 7-14 hores en arribar
Blau: 15-21 hores en arribar.

El terratrèmol en una zona de subducció va provocar dos tipus de tsunamis: un de tipus tectònic més prop d'una vintena de petits i localitzats tsunamis. Aquests petits tsunamis van ser produïts per lliscaments submarins i van ser responsables de la major part dels danys dels tsunamis. Les onades del tsunami es van observar en més de 20 països, entre ells: Perú, Nova Zelanda, Papua Nova Guinea, Japó i l'Antàrtida. L'onada més gran es va registrar a Shoup Bay, Alaska, amb una altura d'uns 67 metres.

## Rèpliques
Hi va haver milers de rèpliques durant les posteriors tres setmanes. Només el primer dia fins a onze grans rèpliques van arribar a una magnitud superior a 6,2. Nou més tingueren lloc en les posteriors tres setmanes. Hagué de passar més d'un any perquè les rèpliques fossin inapreciables.

## Víctimes i danys
Com a resultat del terratrèmol 139 persones van perdre la vida: 15 van morir com a conseqüència del mateix terratrèmol, 106 fruit del posterior tsunami que va afectar Alaska, 5 del tsunami que va afectar Oregon i 13 del tsunami que va afectar Califòrnia. El sisme va ser mesurat en XI en l'escala de Mercalli modificada que indica "destrucció general d'infraestructures". Els danys materials es van estimar al voltant de 311 milions de dòlars ($ 2,28 mil milions de dòlars actuals).

## Galeria d'imatges

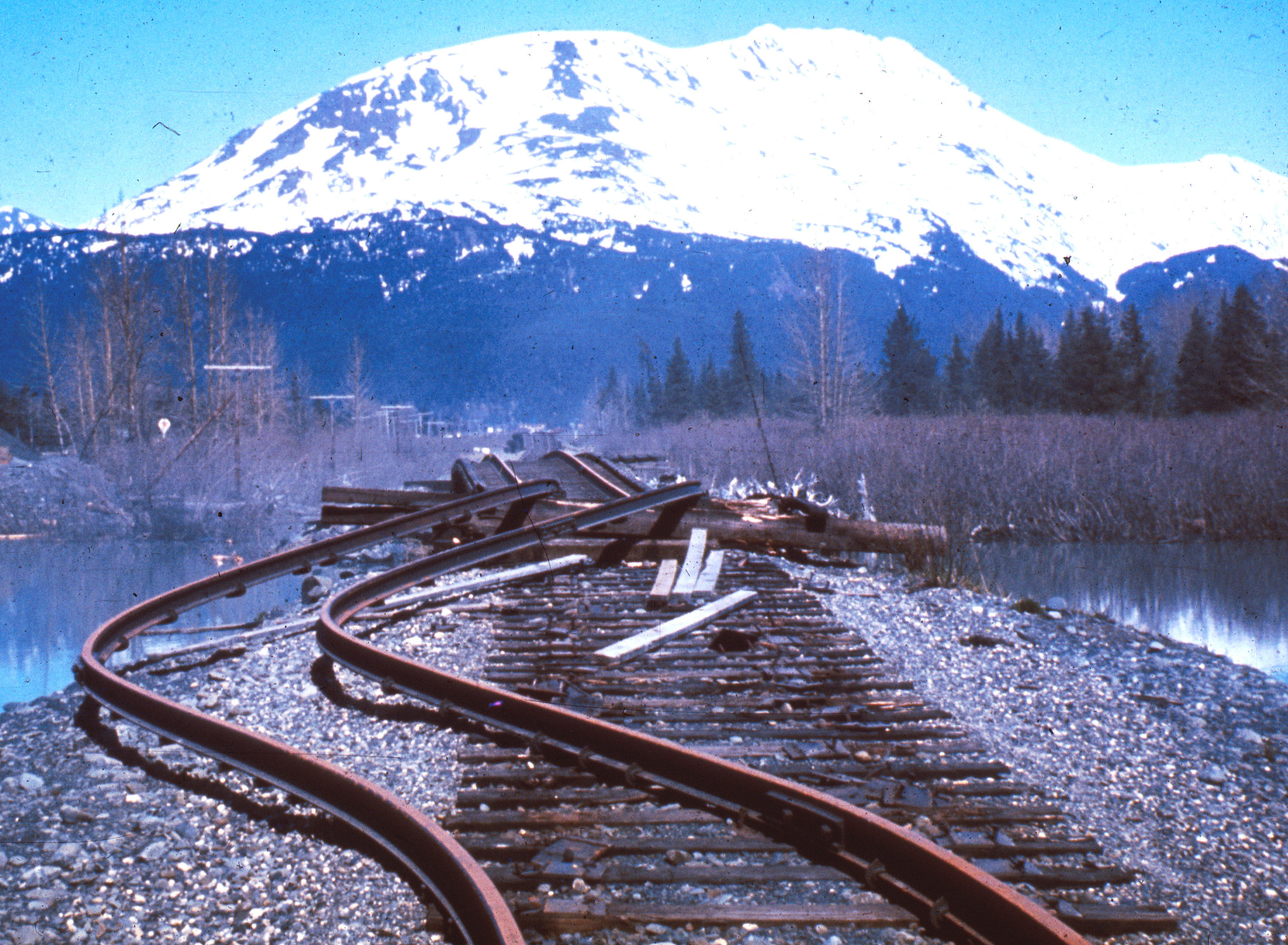
Desperfectes en una via de tren
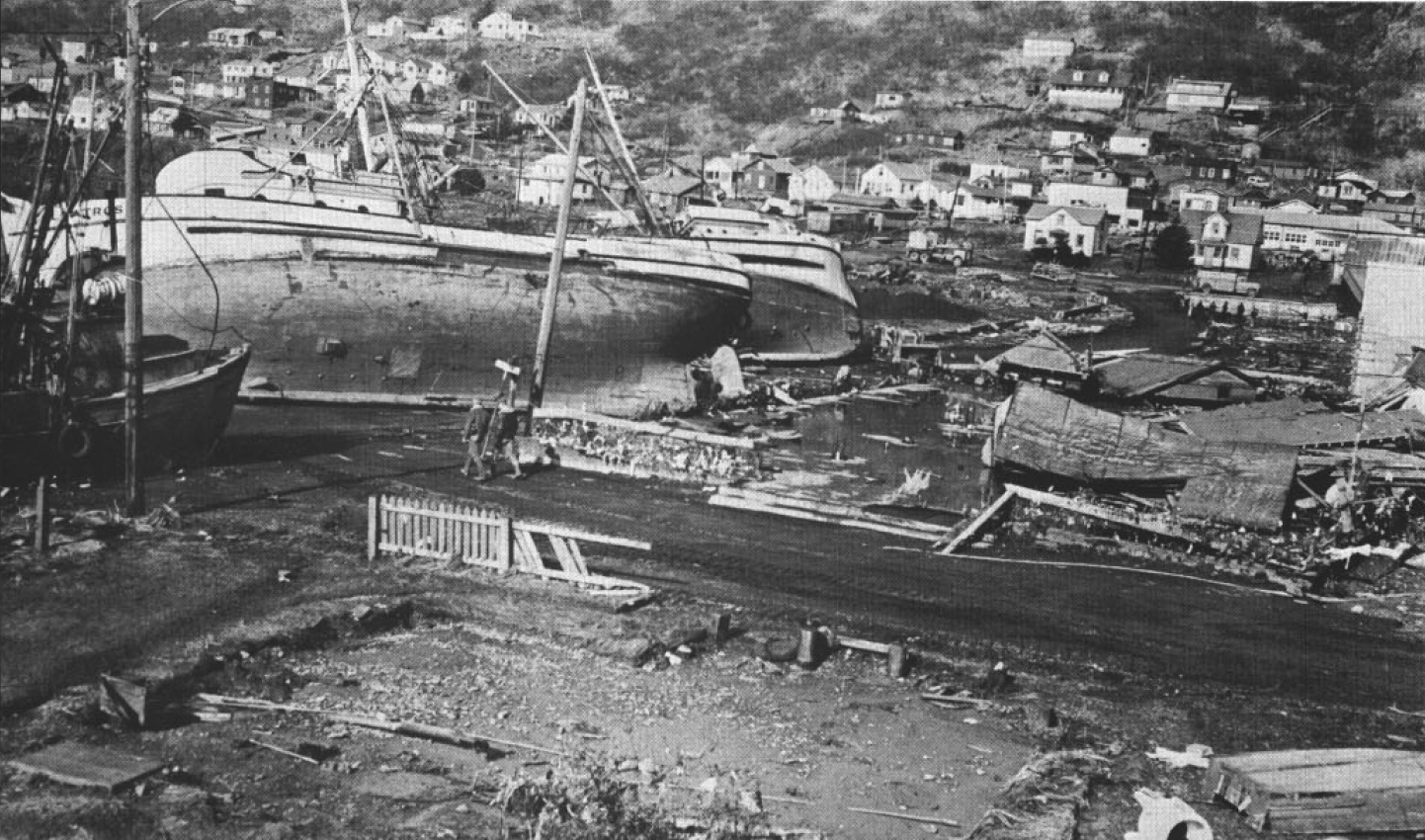
Destrucció a Kodiak
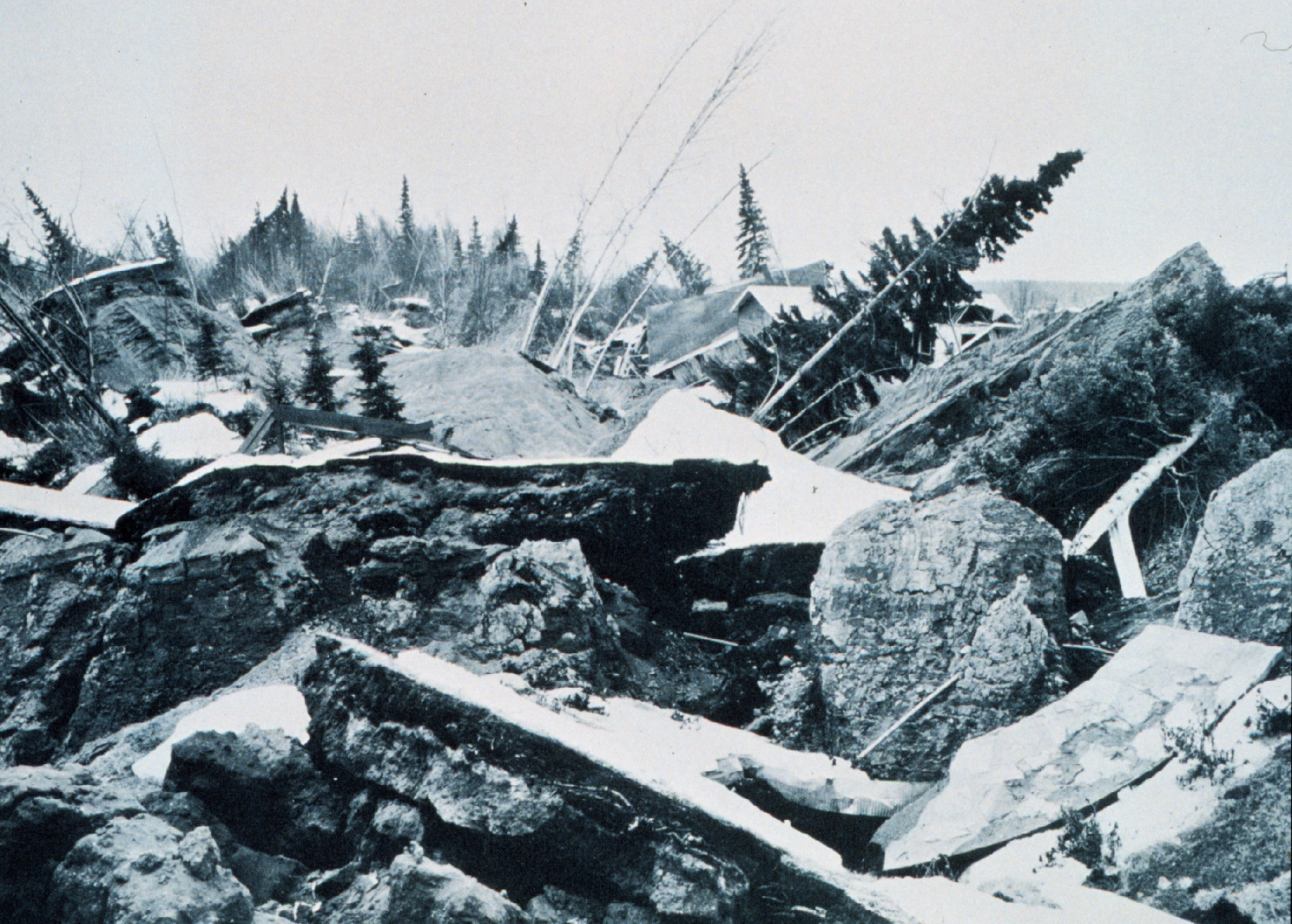
Destrucció a Turnagain Arm
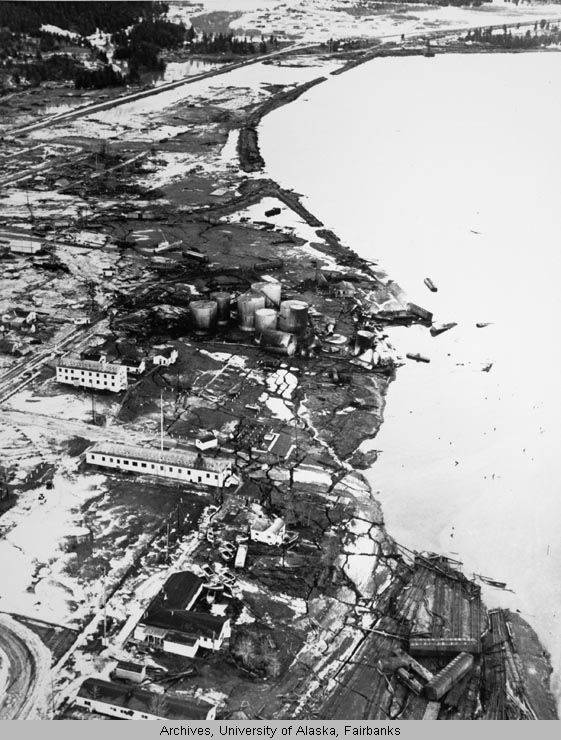
Vista de Seward
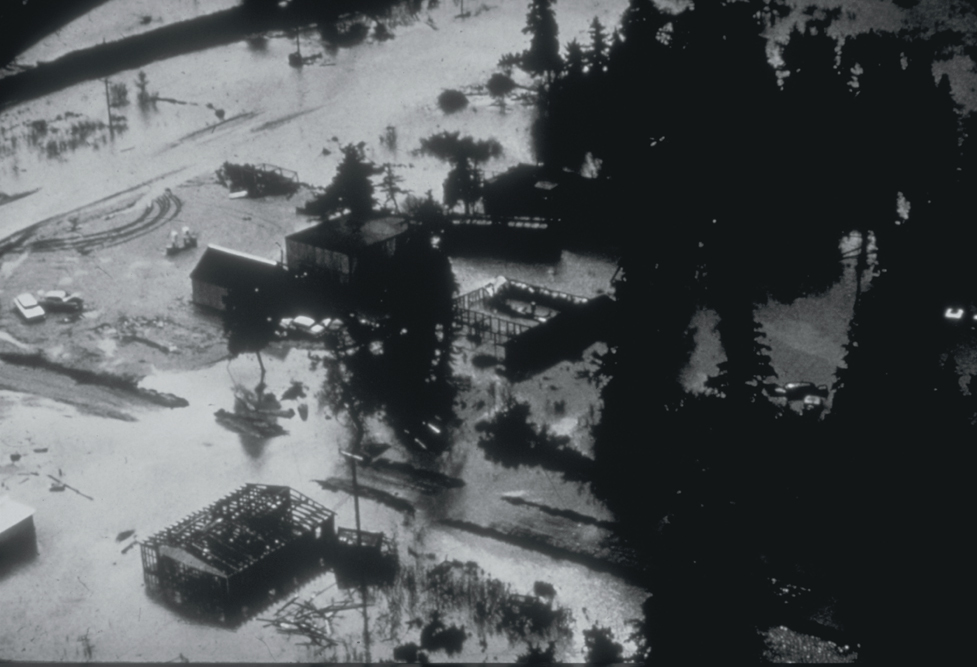
Destrucció a Portage